# Centre commercial Myyrmanni
Myyrmanni est un centre commercial du quartier de Myyrmäki à Vantaa en Finlande .

## Présentation

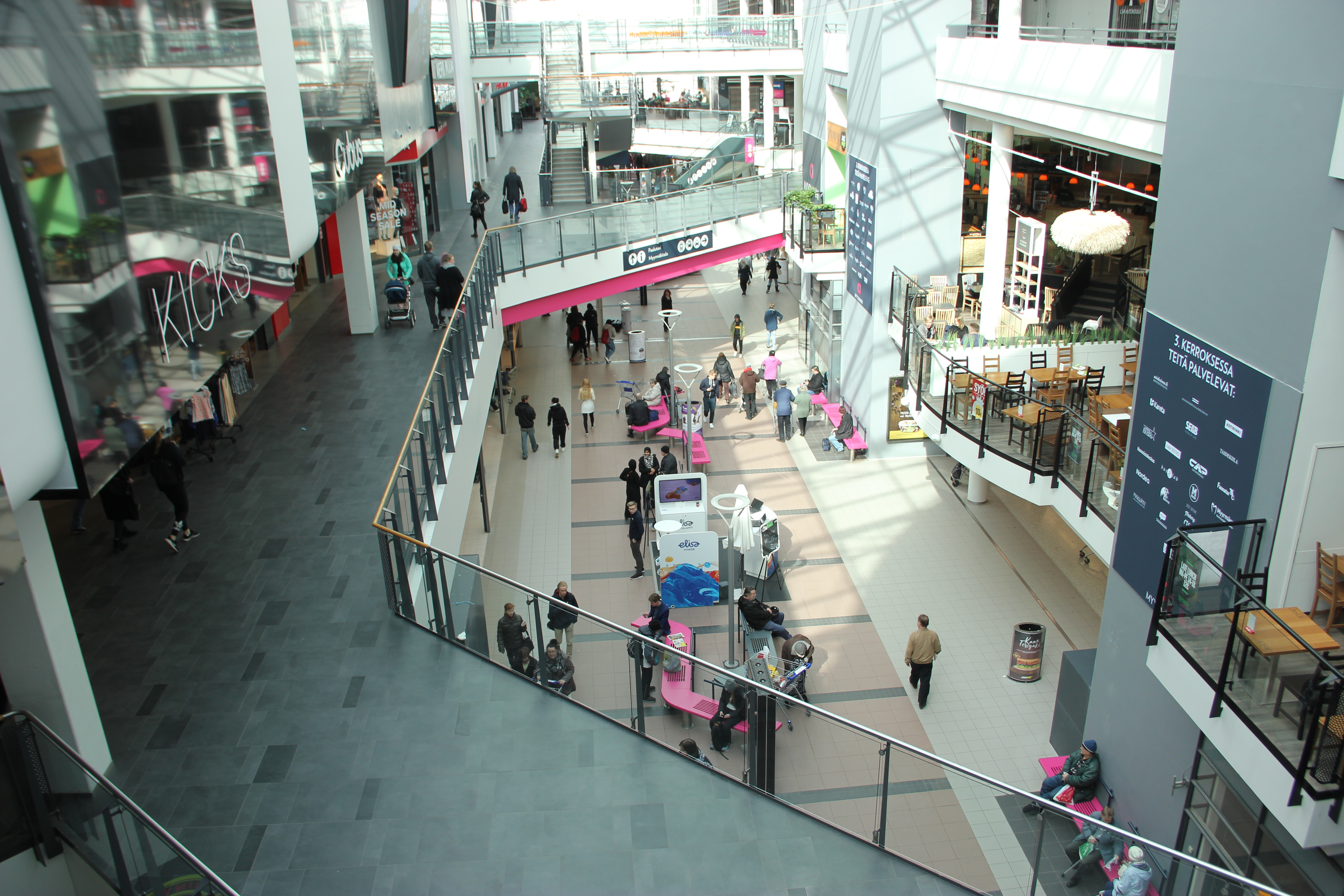

Myyrmanni compte plus de 90 magasins, dont le plus grand est K-Citymarket. 
Parmi les autres principaux locataires figurent S-market, Alko, H&M, Lindex, Clas Ohlson, Tokmanni et Burger King.

### Accès
Myyrmanni est situé à côté de la gare de Myyrmäki.
Myyrmanni est situé entre Hämeenlinnantie et Vihdintie, et entre la Kehä I et la Kehä III.

## Galerie

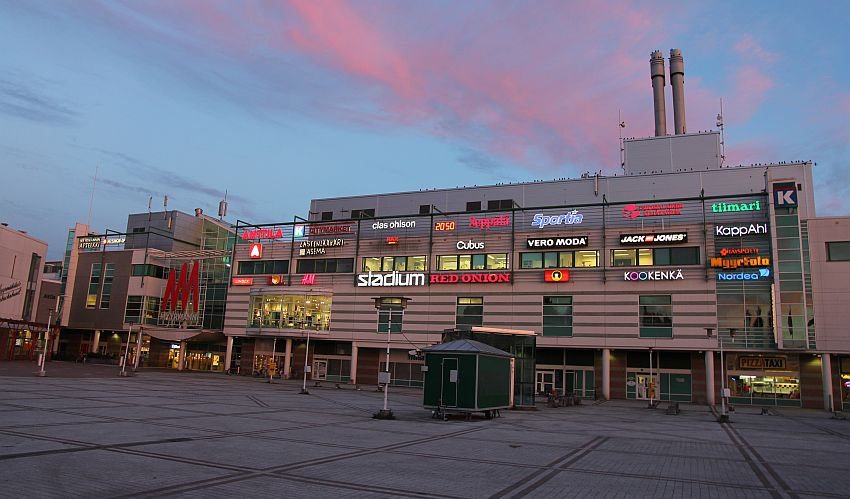
Centre commercial Myyrmanni vu de Paalutori en août 2013.
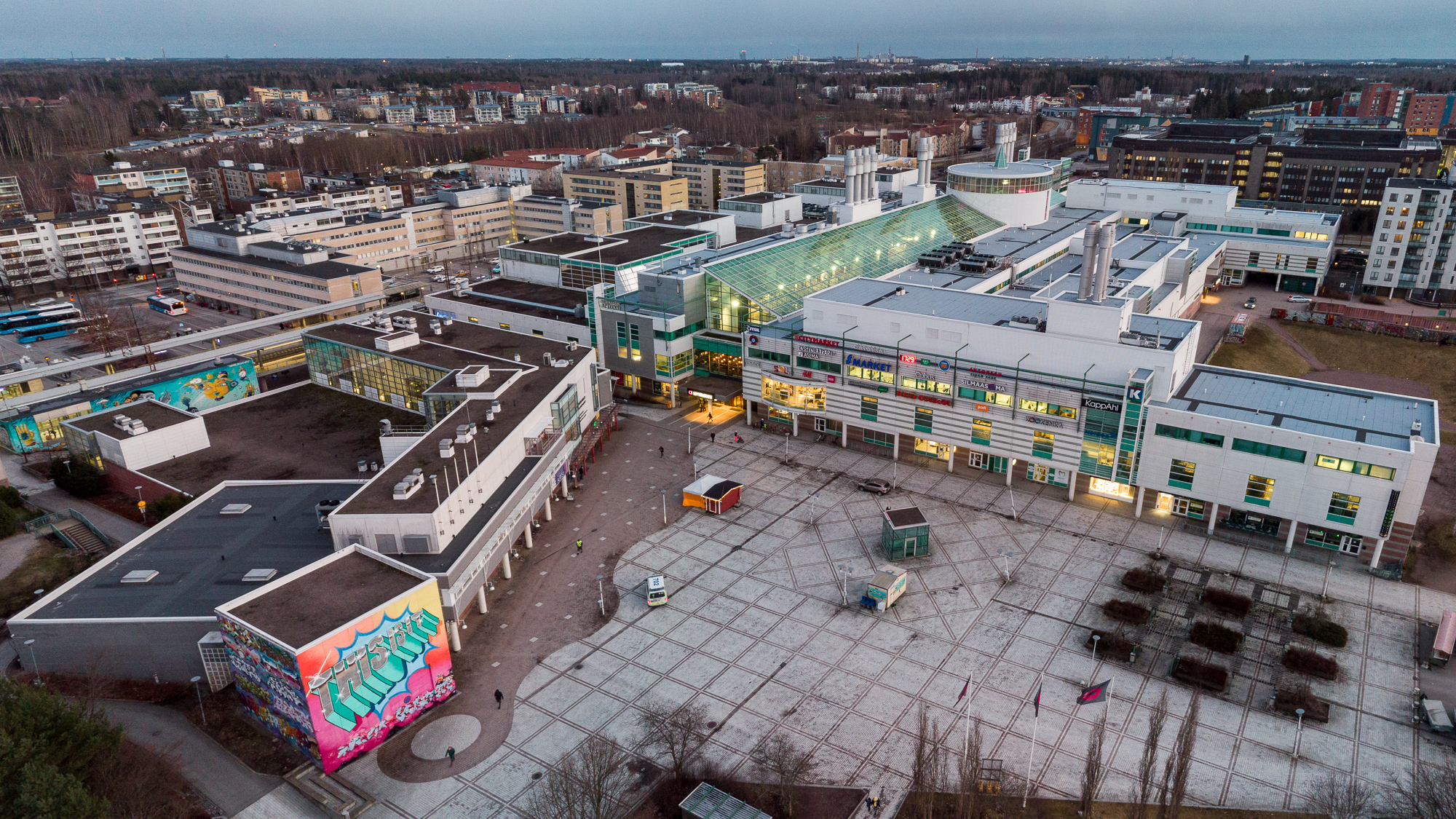
La Myyrmäkitalo et Myyrmanni en février 2020.
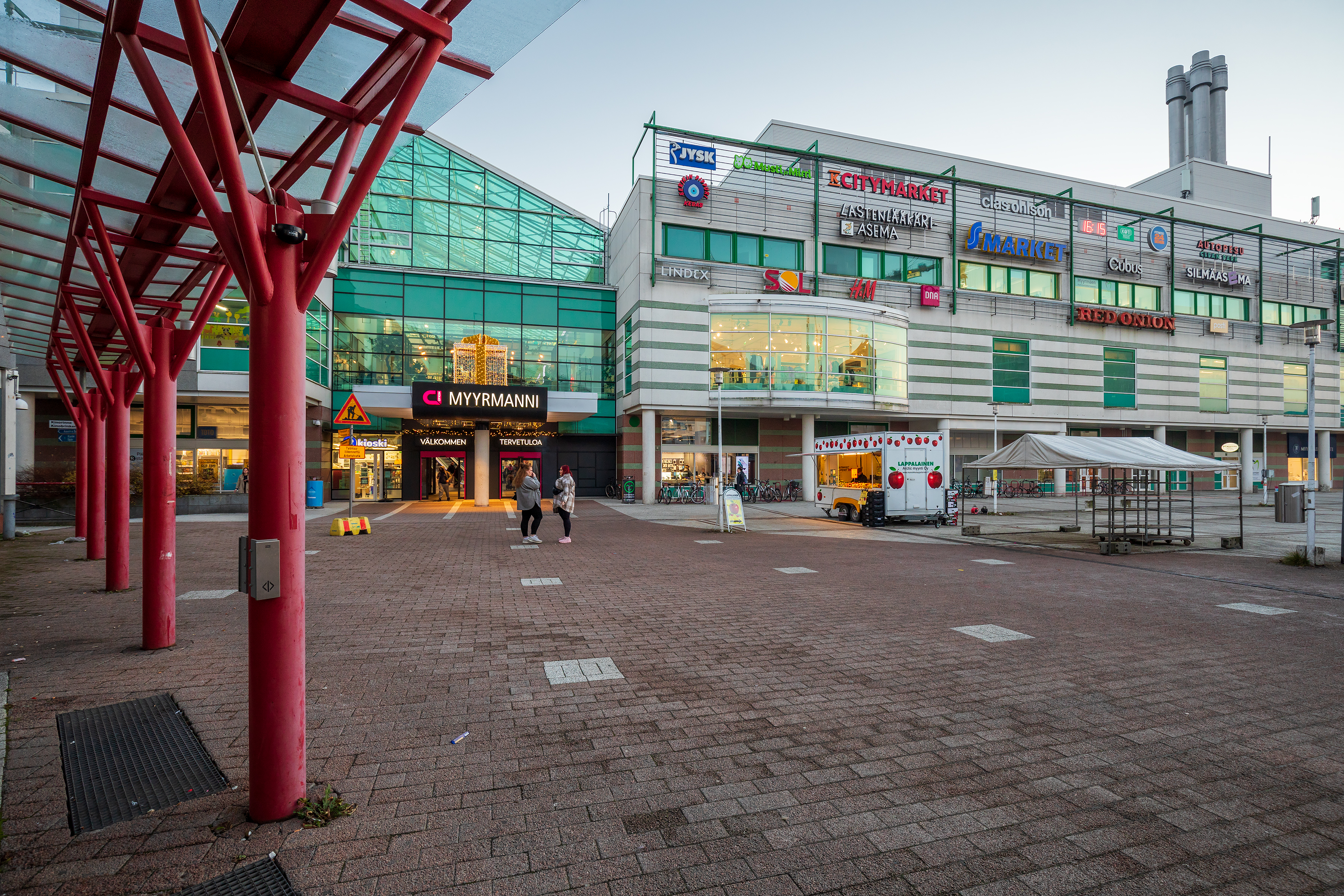
Myyrmanni vu de Paalutori en novembre 2021.